# 梁凌杰
梁凌杰（1984年3月7日—2019年6月15日），香港社會運動人士，曾参与雨伞革命与反對逃犯條例修訂草案運動。在2019年6月16日舉行的「譴責鎮壓，撤回惡法」大遊行前夕，梁凌杰在金钟太古广场高位掛上標語橫額示威，提出撤回而非暫緩逃犯條例修訂草案、釋放612警民衝突被捕人士，以及行政長官林鄭月娥引咎辭職等訴求，後於當晚從高處墮下身亡，成為反修例運動中的首名死者。行政長官林鄭月娥和警方分別各以暗示和明示指出梁凌杰是死於自殺，然而，梁父指出梁凌杰身亡後一年他盡受警方冷漠對待，其代表律師曾多次向警方發信要求對方提交死因調查報告，但仍然未果，質疑兒子遭遇不公對待。

## 生平
梁凌杰生前單身，在香港管理專業協會羅桂祥中學中五畢業後，於天主教崇德英文書院夜校重讀中五。之後，他在暨南大學就讀銜接課程三年後中途輟學，之後於香港賽馬會任兼職、跟車工人，及日資百貨公司任文職。其後，他轉職從事推銷倫敦金。
他與父母於元朗同住，家中亦有姊妹。據《香港經濟日報》和《晴報》報導所述，梁凌杰平日樂於行善，曾籌款協助於中國湖南省建設希望小學，並到當地見證學校竣工，又曾參與派米活動和探訪長者中心，以及透過宣明會助養一名來自馬拉維的視障男孩。
2013年，梁凌杰曾牽涉一單出口禁製品案，被香港海關拘捕。
梁凌杰曾於2014年參加雨傘革命，主要駐守旺角佔領區，外號「化骨龍」，曾多次與警員爆發衝突。在2016年香港立法會選舉中，梁凌杰曾為工联会郭偉助選。
2018年7月，梁凌杰因在一間以投資倫敦金為名進行詐騙的公司，任職倫敦金投資經紀，被警方以「串謀詐騙」罪名拘捕，其後獲保釋候查。
在2019年6月12日香港佔領行動中，有一名身穿黃色雨衣的人持傘率眾進攻添華道警察防線，有網友懷疑此人即為梁凌杰。

### 墮樓身亡

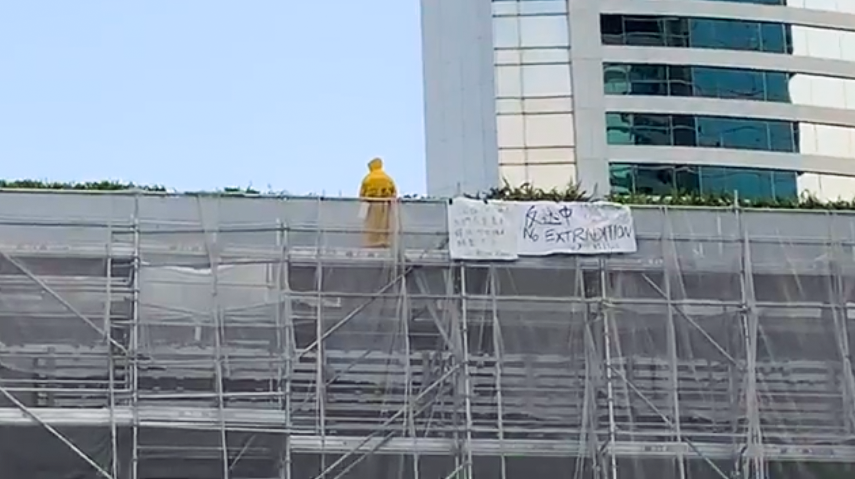
6月15日下午，身穿黃色雨衣的梁凌杰在太古廣場高位危站。

2019年6月15日下午4時許，梁凌杰穿著背上寫有「林鄭殺港 黑警冷血」的黃色雨衣，爬出金鐘太古廣場外高逾20公尺的臨時工作平台，並在棚架掛上寫有「全面撤回送中，我們不是暴動，釋放學生傷者，林鄭下台，Help Hong Kong」的橫額。警方接獲廣場保安員報案指梁持美工刀和橫額在平台徘徊後到場，封鎖金鐘道西行兩條行車線，消防亦於金鐘道地面打開救生氣墊戒備。梁凌杰危站期間，有在場市民唱起《唱哈利路亞讚美主》詩歌。立法會議員鄺俊宇在獲悉後到場支援，曾三度向警察要求與梁凌杰直接對話，以勸喻對方返回安全地方，惟遭警方拒絕，僅表示有警察谈判组在現場，鄺俊宇遂留在金鐘道對面行人路用揚聲器叫喊，呼籲梁「下來，我們明天一起去遊行」，然而聲音未能清楚傳到太古廣場的平台，梁亦不願意與警方談判專家交談。晚上8時許，梁凌杰脫下黃衣坐在平台休息，持盾警員及消防員於樓上戒備。約9時，梁凌杰突然爬出棚架，4名消防員嘗試將他拉回不果，梁的上衣被拉脱後墮下，跌落安全氣墊旁之行人路。在場消防員立即為梁凌杰進行胸外心臟按壓搶救，亦有在場市民高叫打氣，目睹過程的鄺俊宇則激動痛哭。
梁凌杰被送往律敦治醫院搶救後證實不治，享年35歲，成為反修例運動中首名死者。警方在梁凌杰遺物中發現兩封遺書，其中一封為控訴書，內容闡述尋死原因是和訴求反對修例有關，另一封遺書則交待了身後事。梁父母接受《蘋果日報》訪問時指，政府逼到香港人如此無奈，咆哮是對此不仁不義之政府宣示憤怒，「香港病了，是七百萬人之悲哀，亦是下一代之悲哀。」他們又希望年輕人不要太激動，不要再步其子後塵。

## 紀念

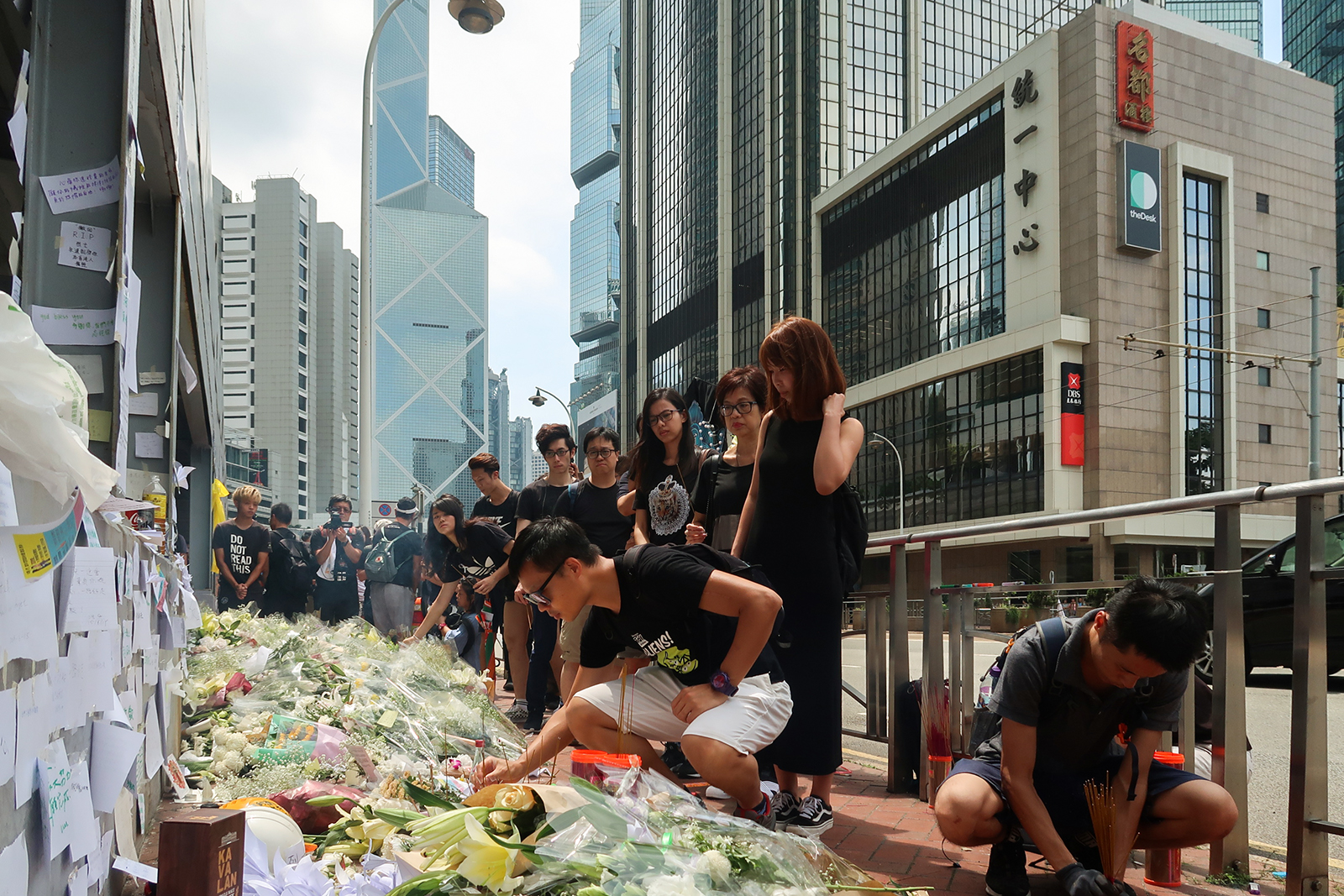
6月16日，市民于太古广场向梁凌杰献花致敬。

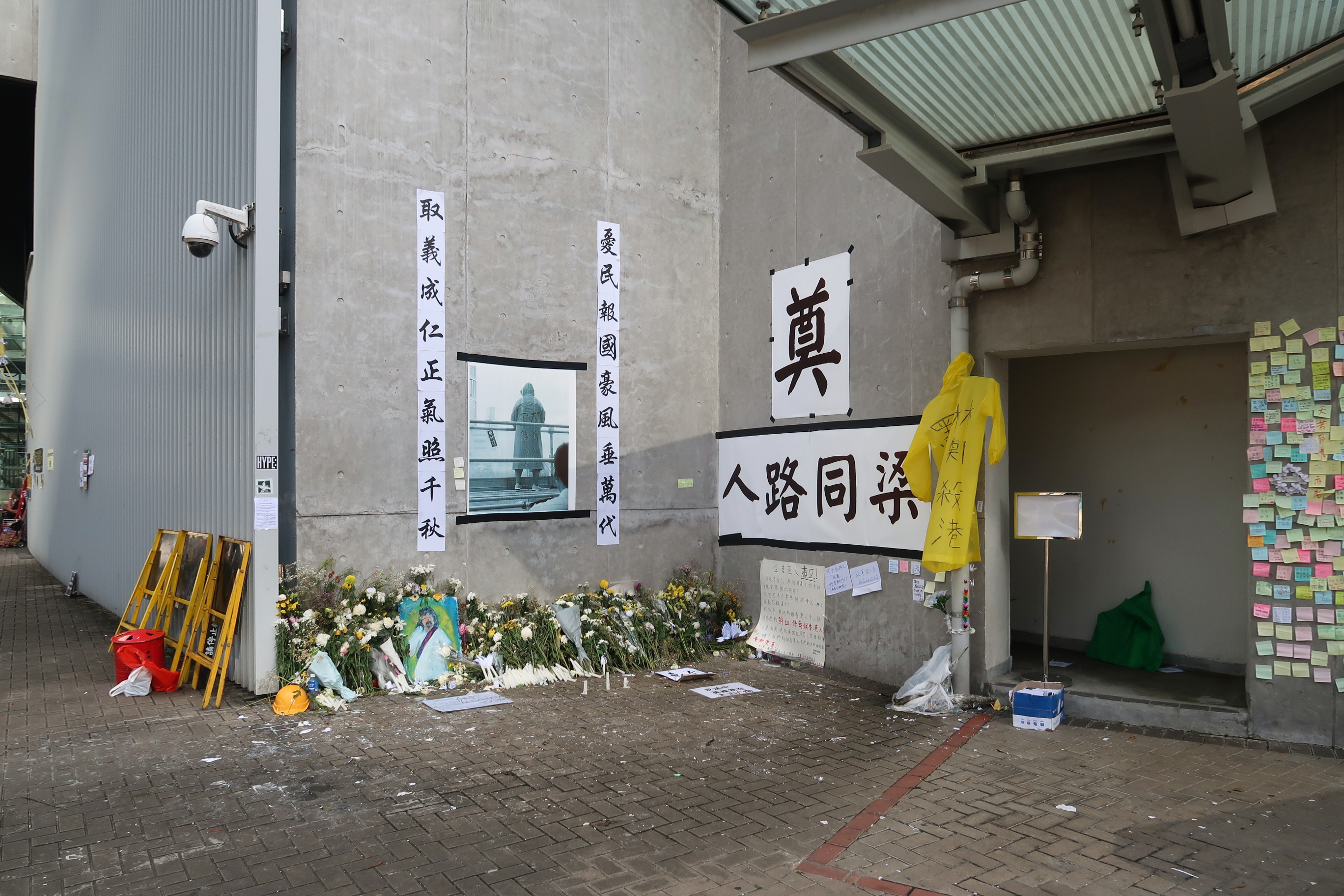
6月21日，梁凌杰位於政府總部外的憑弔區。

在梁凌杰逝世當晚，有數十名市民在太古廣場外獻花悼念死者，當中包括被稱為「佔中三子」之一的朱耀明牧師，此外亦有電車駛過時鳴長笛。此外，亦有一些名人在網上社交平台貼出純黑畫面或以其他方式表達心情，包括容祖兒、鄭秀文、蔡卓妍、鄧麗欣、關智斌、張繼聰、陳家樂、鍾嘉欣、顏卓靈、馮盈盈、陳瀅、李靜儀、楊詩敏、麥濠麟、黃偉文、張沛樂、張敬軒、周柏豪、許廷鏗、周國賢、林二汶、賴慰玲、楊潮凱等，而楊千嬅亦曾發表寫上「R.I.P」的貼文，惟後來刪除，一度引起爭議。
6月16日，有參與反對逃犯條例修訂草案遊行的示威者到事發地點獻花，該遊行的主辦團體民陣宣布當日參與遊行人數時稱有200萬+1人參與，並說明當中的“+1人”代表梁凌杰。當日在金鐘夏慤道香港政府總部「連儂牆」，有市民貼上其背影照及輓聯「憂民報國豪風垂萬代 取義成仁正氣照千秋」，在場市民每15分鐘便向梁的照片三鞠躬，然後再向太古廣場方向三鞠躬。梁凌杰位於政府總部外的憑弔區在6月30日被參與支持警察集會的遊行人士毀壞。
6月17日，在職工盟舉行的「打工仔反送中集會」上，主席吳敏兒宣讀悼詞，形容梁是位堅守信念、為捍衞民主自由而犧牲的抗爭者，稱梁「是被政權推下來」，又指梁在五年前已一同參與佔領行動，為梁的離去感到難過。
6月19日，譚文豪在立法會會議上動議為梁凌杰默哀，主席梁君彥認為事件不符合要求而拒絕，但民主派議員抗議該決定，後梁君彥同意梁繼昌提出的要求，宣布休會五分鐘。民主派議員手持白花站立默哀一分鐘，多數建制派議員則離開了會議廳，包括曾受梁幫助的郭偉強等工聯會議員。

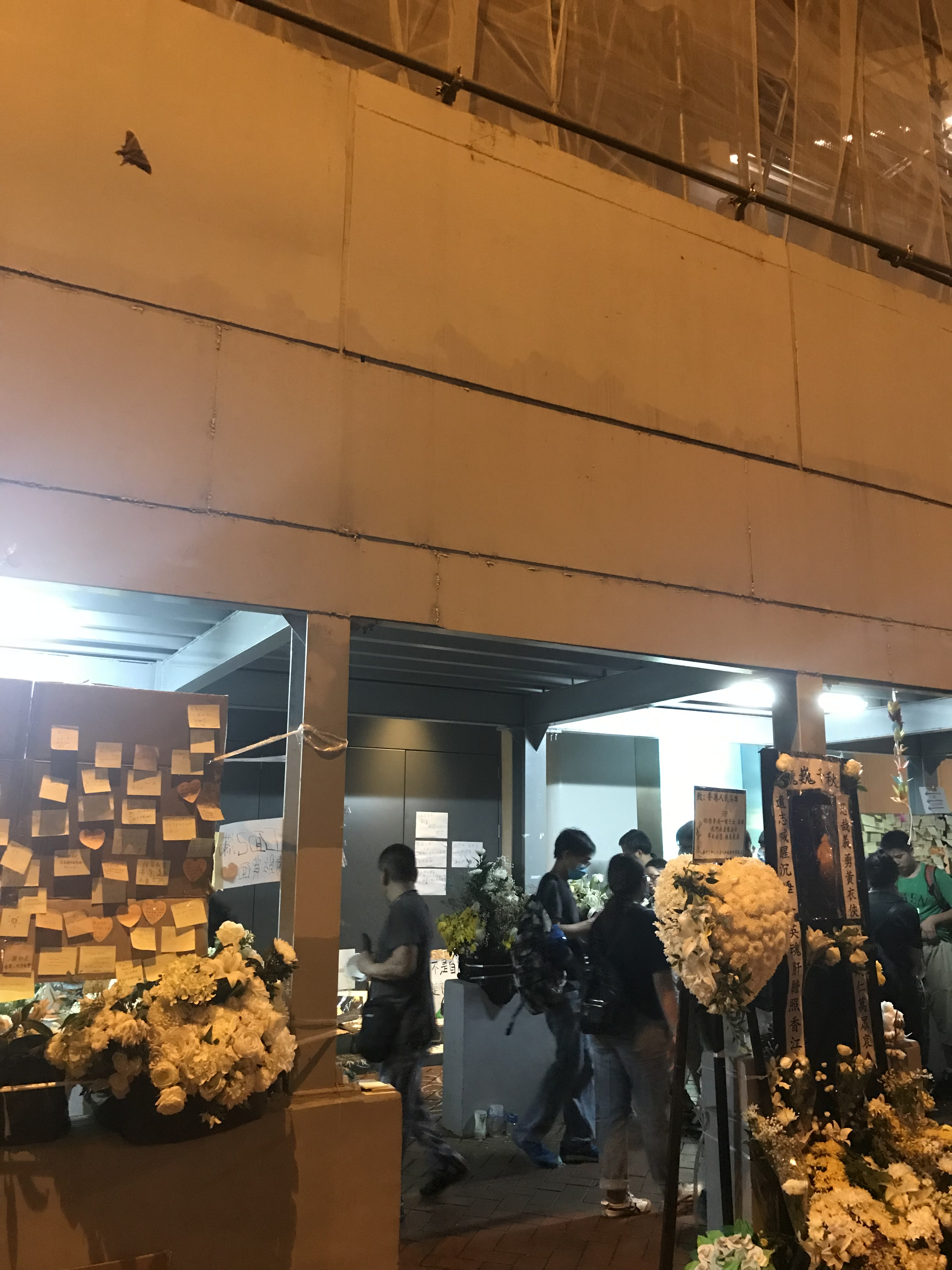
梁凌杰頭七祭禮當晚出現巨型飛蛾，有媒體指其令人聯想該飛蛾是死者化身。

6月21日為梁凌杰頭七，當日有群眾到太古廣場事發現場獻花拜祭，排隊等候上香的市民隊尾排至高等法院，亦有市民吹笛奏《奇異恩典》詩歌悼念，至晚上有市民舉行超渡儀式，近千名參與人士聚集於太古廣場對開金鐘道。同日由於政府未有在死線前回應示威者訴求，有一群創作人發布動畫短片呼籲示威者「不撤不散」，該短片以梁凌杰身穿黃雨衣的背影作結，重申五大訴求。
6月29日，歌手何韻詩在臺北出席第30屆金曲獎，何與閃靈樂團一起走金曲獎紅地毯時身穿亮黃色大風衣，以悼念梁凌杰。
7月11日，梁凌杰的家屬為他在北角香港殯儀館設靈，並同意在治喪委員會協助下在殯儀館旁的渣華道遊樂場舉辦一場公眾告別禮，治喪委員會成員包括牧師袁天佑、香港中文大學政治與行政學系副教授周保松及臨床心理學家葉劍青，並由612人道支援基金秘書處協助舉辦。入夜後，數百人冒雨排隊等候進入球場參與悼念儀式，市民在會場獻上太陽花，頌唱《唱哈利路亞讚美主》，並對著寫上「永遠懷念」的前台三鞠躬致意。香港立法會議員張超雄、許智峯、朱凱廸、陳志全、區諾軒、陳淑莊、楊岳橋，以及歌手何韻詩等也有到場出席，葉德嫻則在殯儀館內拜祭洪金梅後到梁凌杰於同場的靈堂致祭。梁凌杰父母在告別禮上感謝熱心港人：
|              | 感謝社會各界人士悼念杰仔。每一位善良熱心的香港人，包括兒子在內，都希望香港能變得更好，讓每人都能安居樂業、自由發聲；而每一位勇敢地走上街頭市民都是因為深愛香港。年輕人要好好保全自己，活下去，才能繼續為社會不公不義之事勇於發聲。 |
| ——梁凌杰父母 | |

8月11日，臺灣民間團體與在臺港人於臺北中央藝文公園舉辦人體排字活動聲援香港，並將悼念梁凌杰的「黃衣人」標誌排列其中。
12月15日，梁凌杰離世半周年當日晚上，有網民在太古廣場外舉行追思會，逾千人排隊悼念，到場參與追思會的市民低頭默哀，排隊獻花，點起燭光，又亮起手機燈，人龍伸延至金鐘道政府合署對出行人路。同日，有居日港人於日本東京發起「日本的香港人權法案」（日语：日本も香港人権法案を）遊行，遊行開始前亦為梁凌杰默哀，參與者除香港人外也包括日本人、在日臺灣人和赴日旅遊的中國大陸人。
12月17日，加拿大溫哥華有民間團體舉辦「催淚彈聖誕樹」活動，同場為梁凌杰舉行追悼活動，架起黃色雨衣和放置義工獻上的白色花束。

### 2020年

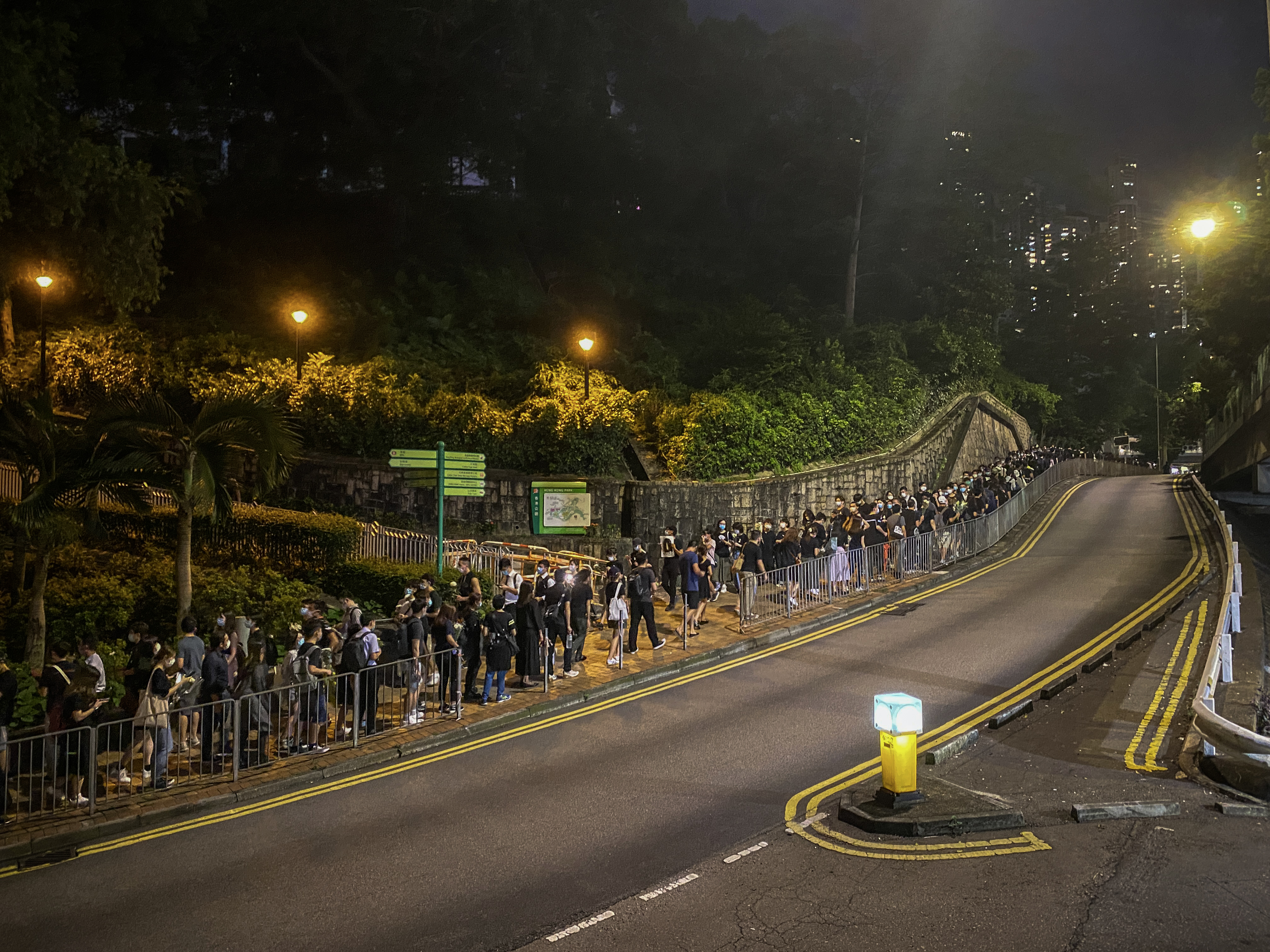
2020年6月15日晚上，大批市民在金鐘排隊悼念，龍尾去到中環花園道

2020年3月7日，有網民於梁凌杰生忌當日發起悼念活動，約150人在太古廣場外的行人路上獻花、點蠟燭、叫口號和歌唱《願榮光歸香港》悼念。類似的悼念活動亦於翌月15日，即梁凌杰逝世10個月當日舉行，惟因限聚令的緣故而使市民需在參加悼念活動時保持距離，亦有部分市民被警察截查。
2020年6月15日為梁凌杰逝世一周年，有巿民在太古廣場外舉辦悼念會，下午5時起獻花悼念，數十名防暴警察一度到場，並截查市民和進行拍攝。警員指示不要停留，並呼籲在場人士散去，曾與在場市民口角。到傍晚，前來悼念的排隊人龍越來越多，一直由高等法院排到長江中心，龍尾去到中環花園道山頂纜車站附近。有市民在草叢旁邊放置多個燈箱墓碑，展示「一國兩制已死」及悼念反修例事件期間逝世的市民。
而商場中庭內至少有200人聚集，有人揮動示威旗幟，高叫香港獨立相關口號和高舉手機燈光。警方先後兩次在官方facebook發出帖文，表示有人群在太古廣場集結和叫囂，可能觸犯未經批准集結及禁止的群組聚集，表示會因應情況採取適當行動，果斷執法。晚上11時17分，防暴警員警車，用揚聲器廣播警告聚集的人群離開，立法會議員許智峯與防暴警交涉後，防暴警返回警車。到10分鐘後，大批防暴警由太古廣場向高院推進，一邊拍盾一邊要求記者向前行。有市民在巴士站等候時大叫「等緊巴士（在等公車）」，卻被警員大聲呼喝「收聲啦！畀晒時間你哋唔走！喺到玩！（閉嘴吧！給足夠時間你等仍不離開！在此處玩！）」
網民亦在屯門站近屯門公園入口和元朗站地面發起悼念會，設壇供市民獻花致意。其中屯門有約200名黑衫市民出席。而區議員在銅鑼灣和天水圍舉行悼念會。

### 2021年

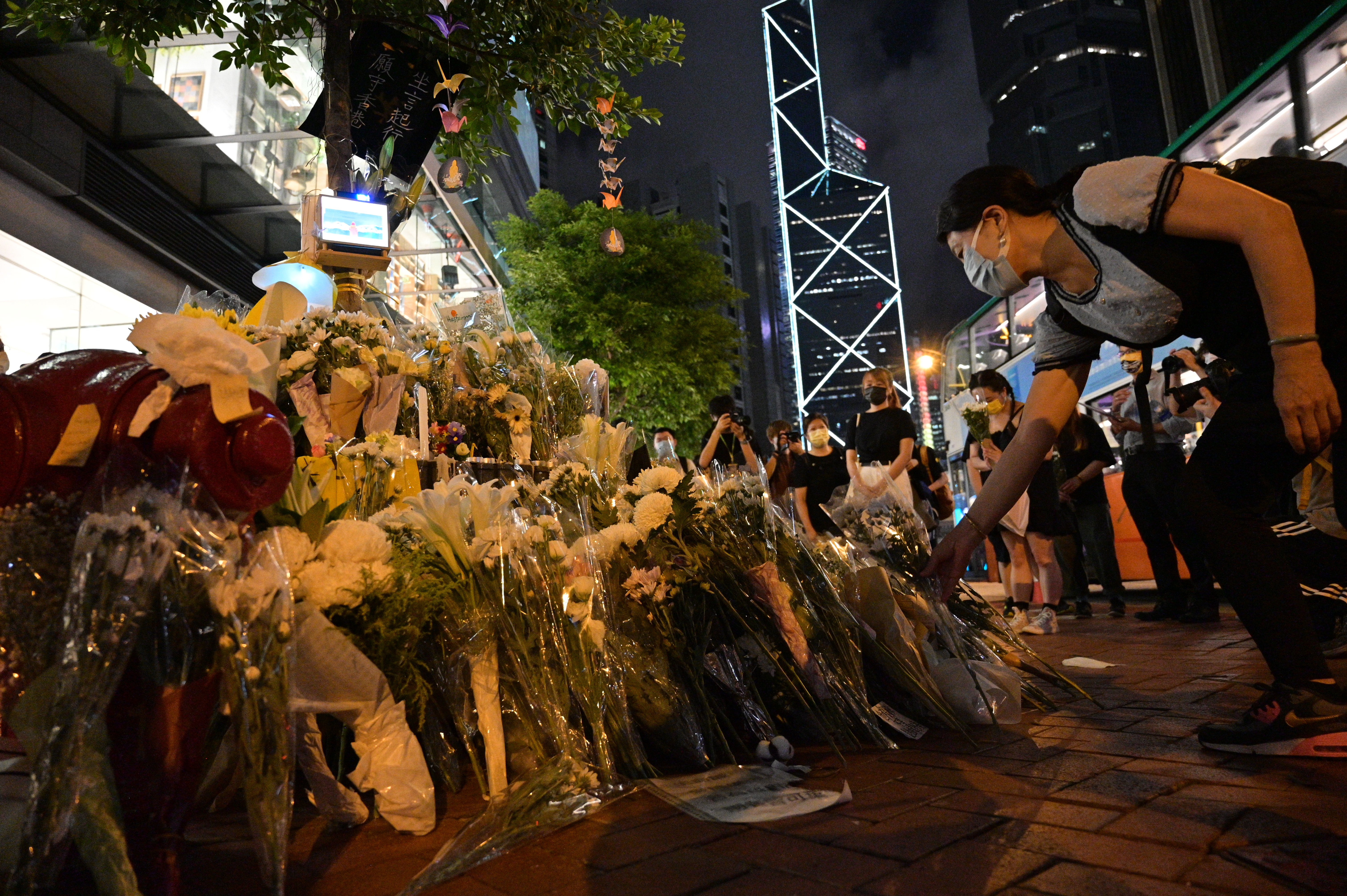
市民到金鐘太古廣場外悼念，並送上鮮花致意

2021年6月15日為梁凌杰逝世2周年，組織「開站師」的成員在早上於紅磡站外的行人橋上派發白絲帶，並以兩至三人為單位。不過收拾物資期間突然被警員包圍，指他們違反限聚令，最後6名成員被票控。而油尖旺區議員朱江瑋早上在旺角派白絲帶，亦一度被警方拉橙帶包圍。
到下午，陸續有市民到金鐘太古廣場外送上白花致意，下午5時起20多名警員自到場戒備，並拉起橙帶分隔，警員亦曾截查部分在場逗留的市民，並多次呼籲市民離開。到晚上約7時有人一度在太古廣場商場內叫「光復香港 時代革命」口號後，20多名警員在晚上8時許走入商場內戒備和截查市民，無人被捕。悼念現場的「花壇」擺放了鮮花外，亦有人擺放心意卡、電子蠟燭和紙鶴。而花槽貼上寫有「永遠懷念」、「他是被政權推下去的」等字句。有悼念的市民表示，沒有可能忘記此事。

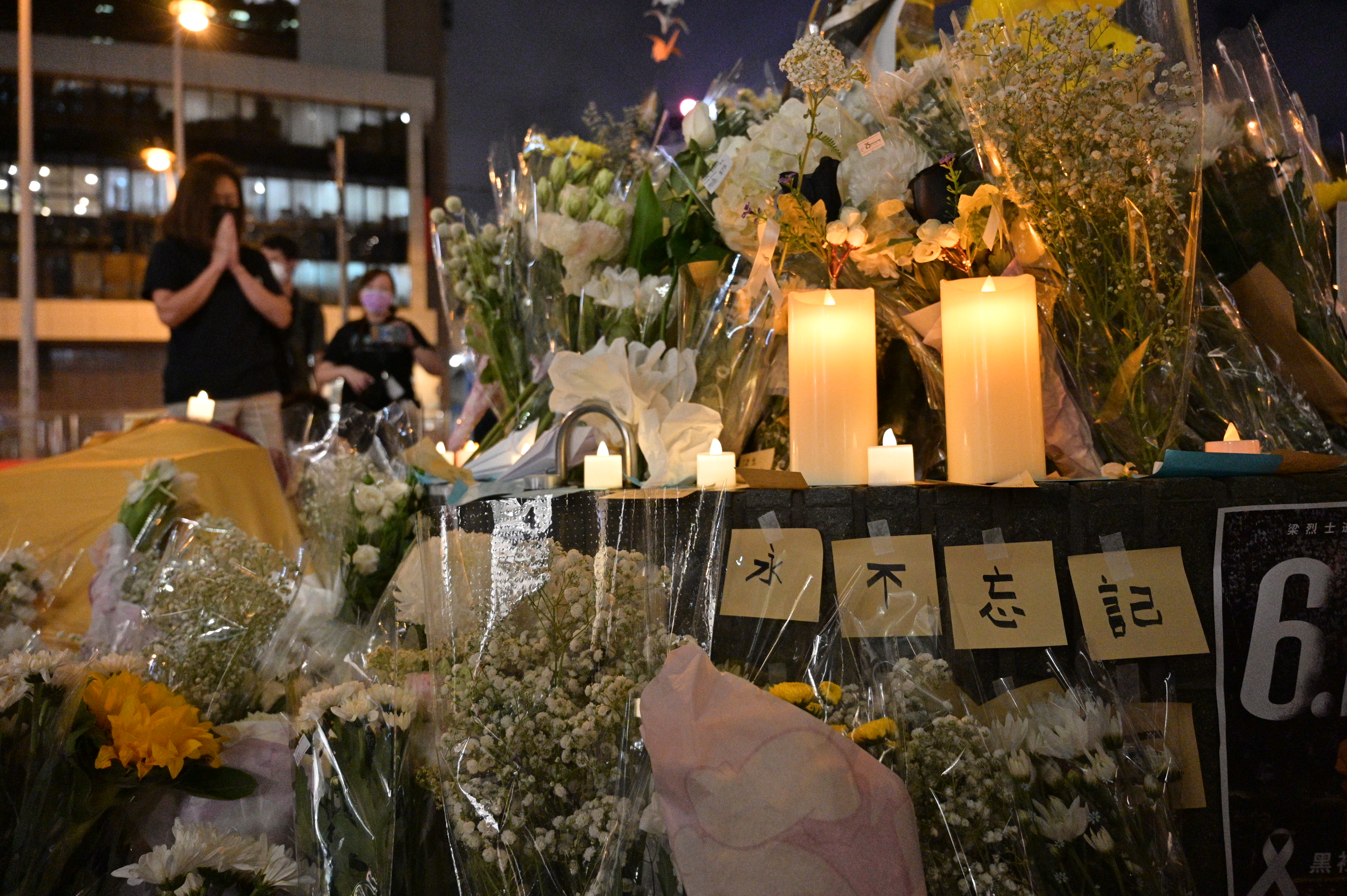
悼念現場的「花壇」有人擺放心意卡、電子蠟燭和紙鶴
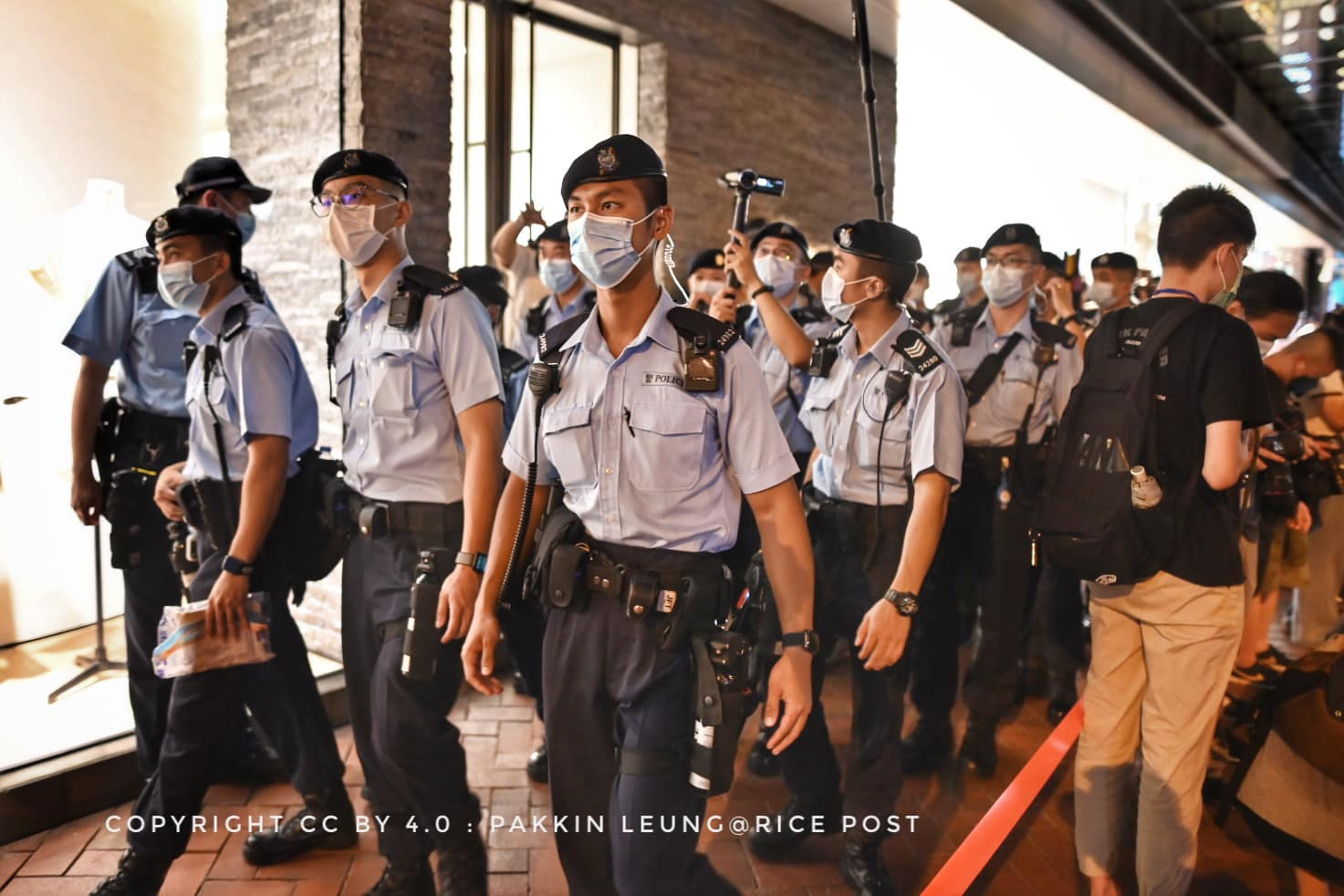
警員多次在悼念現場巡邏
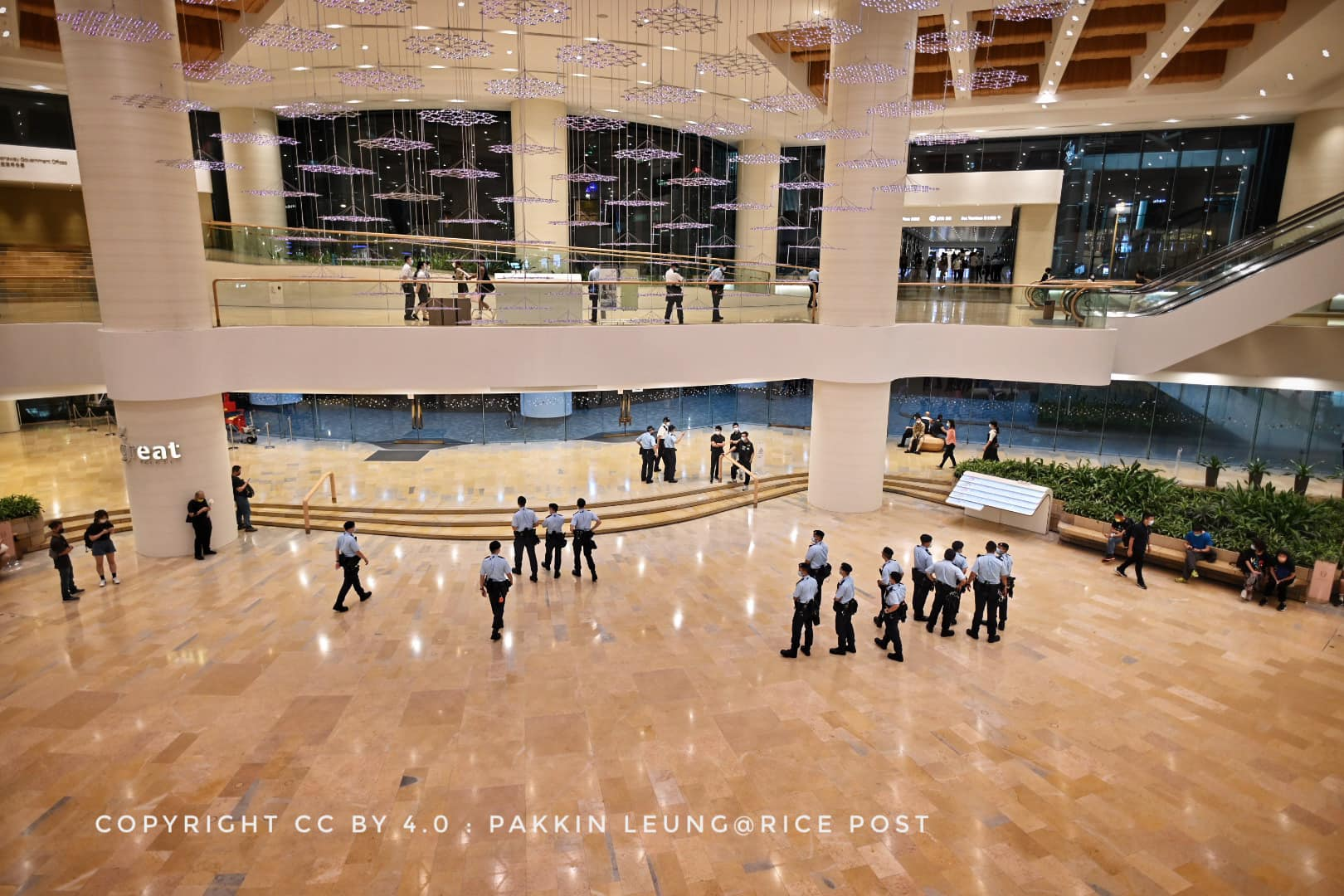
晚上8時許，20多名警員走入太古廣場商場內
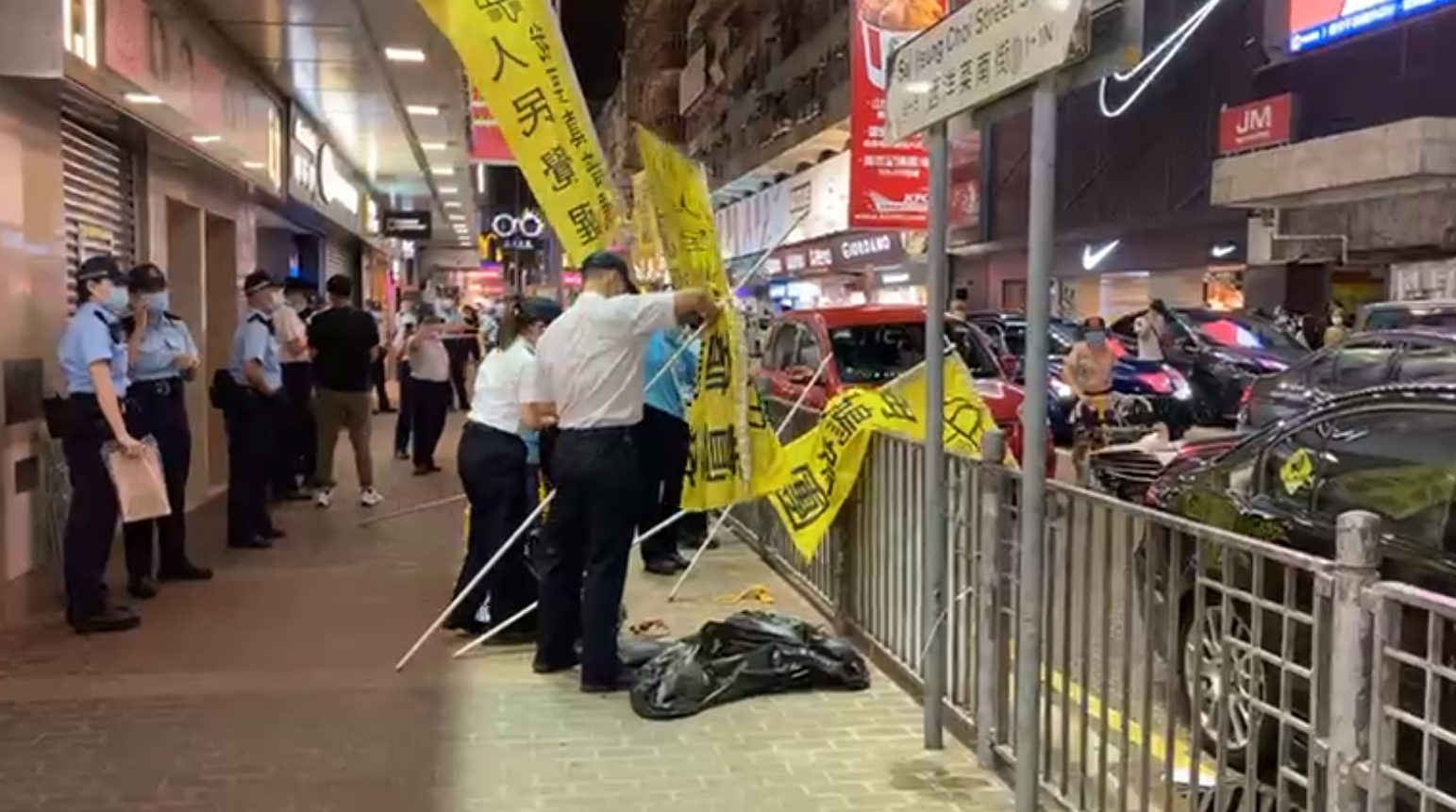
在旺角，「旺角鳩嗚團」物資被食環署清走

### 2022年

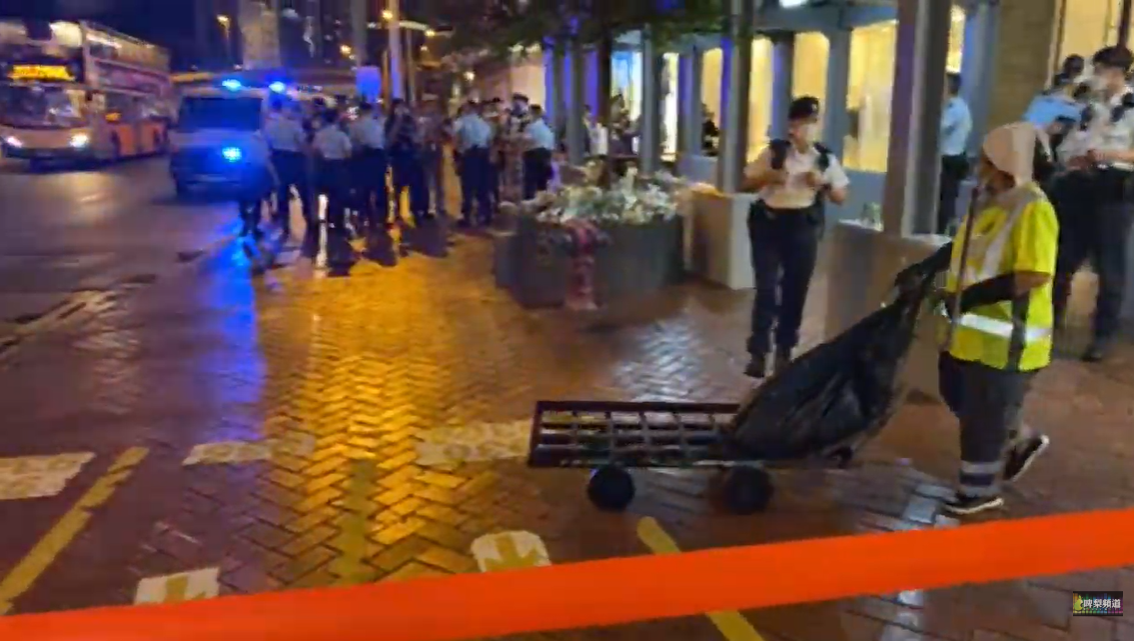
警員圍封獻花範圍，並派出清潔工人清理

2022年6月15日為梁凌杰逝世3周年，20多名市民晚上在太古廣場外冒雨悼念。其後警員圍封和截查市民，有獻花市民被警告「亂拋垃圾」及登記身分證。

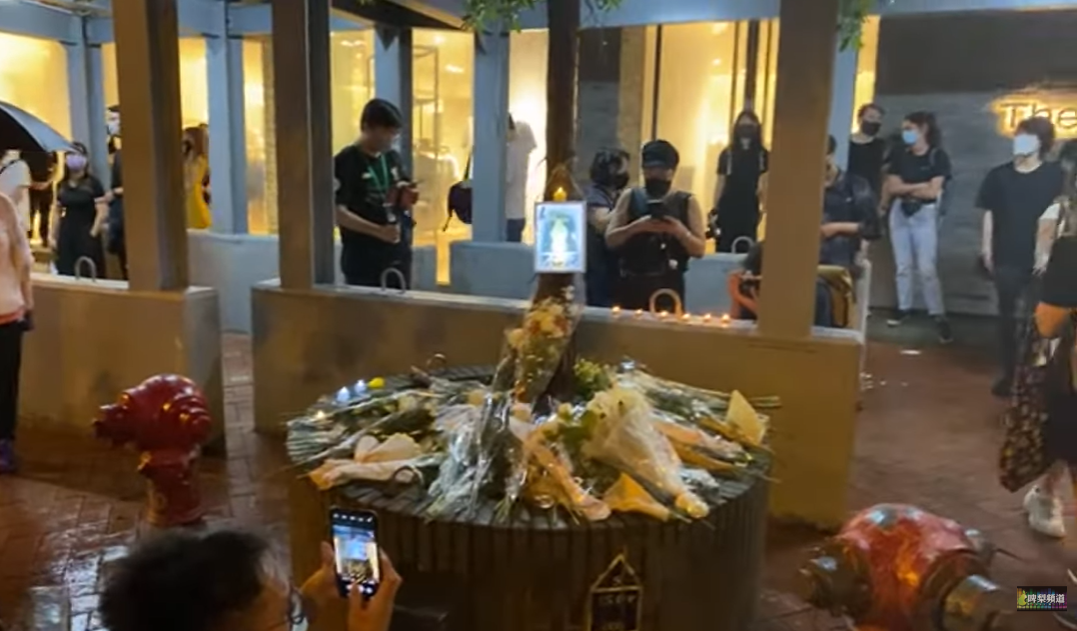
市民在花槽獻花悼念
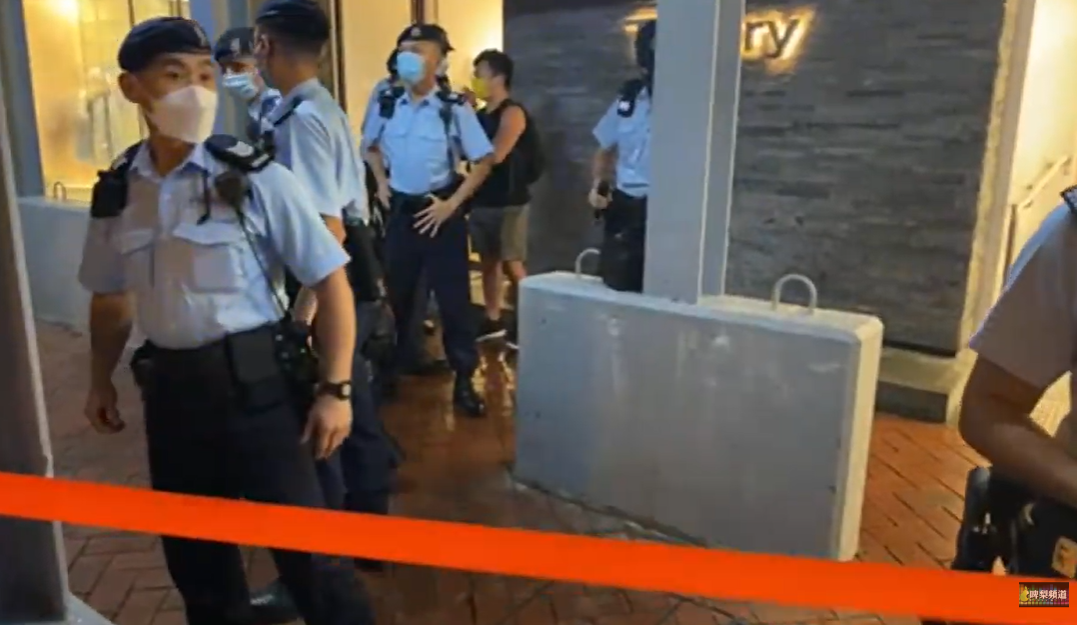
警員用橙帶圍封和截查市民
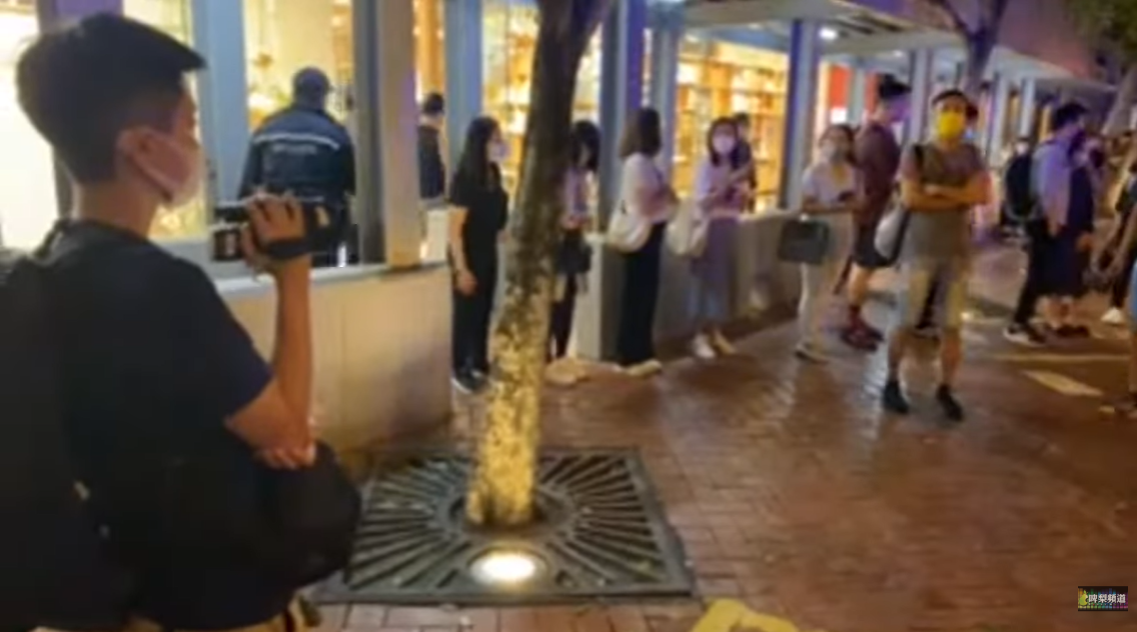
警員用攝錄機拍攝等候巴士的市民

### 2023年
2023年6月15日為梁凌杰逝世4周年，入夜後市民到現場獻花後均被警員警告會票控亂拋垃圾，最後在現場放下鮮花片刻後便取走。其中有人因放下鮮花後拒絕取走，而被警員票控亂拋垃圾，罰款1500元。而「王婆婆」王鳳瑤穿起黃雨衣在花槽並低頭悼念期間一度有近20名便衣及軍裝警在旁觀察及戒備。

## 社會反應

### 以死相諫之評論
《立場新聞》專欄作家Pazu薯伯伯認為，梁凌杰遺志簡短清晰，死因並非任何心理或精神疾病，而是“以生命作控訴”，認為死因不應定為警方所称的“自殺”，而應定為“犧牲”。國立臺灣大學歷史系教授陳弱水在一篇《立場新聞》的讀者投稿中，認為梁凌杰是最早擁有「義士」稱號的抗爭者。《法蘭克福匯報》一篇投稿文章列出了梁凌杰橫額上的五項訴求，並稱其為史上首宗為捍衛香港自由而自殺的案件。
《蘋果日報》評論員馮睎乾在文章中指梁凌杰是為捍衛一個城市、甚至是作為理念的自由而亡，「體現了一種時代精神」，並引用《伯羅奔尼撒戰爭史》中伯利克里斯所作的〈國殤演說〉（Funeral Oration），認為該文以「豪傑以大地為墳墓」（andron gar epiphanon pasa ge taphos）起始的一段內容與梁凌杰之死有關，實可節錄成梁的悼文。
電影《十年》中短篇《自焚者》的導演周冠威接受《蘋果日報》訪問時指，自己曾在6月16日到太古廣場的祭壇為梁凌杰默哀，又指「沒有想到《自焚者》裏關於香港十年後的想像，在短短四年間竟然成了現實。」
為梁凌杰修復遺體的香港生死學協會會長伍桂麟在接受訪問時指，對梁凌杰用死控訴政府漠視民意感到「既尊重又慨嘆」，又認為梁氏「已經是香港一個標誌」。

### 抗爭者
元朗區嘉湖北區議員伍健偉在談及2019年香港區議會選舉時，表示梁凌杰之死是他下定決心參選的一個原因。學生動源召集人鍾翰林向警方申請於2020年6月16日舉行遊行時，提到遊行原因之一為希望「延續去年6.15向政府以死相諫的梁凌杰等人的意志」。
《眾新聞》訪問一名前線抗爭者時，該名抗爭者稱本來自己是「港豬」一名，未有參與6月9日和12日的反修例活動，至6月15日梁凌杰離世才使他醒覺自己的做法似乎是在贊成政府的管治方式，認為「要走出來改變」，並開始參與6月16日的遊行以及其他反修例活動。另一名親眼目睹梁凌杰離世的示威者則表示她曾經相信和平示威可以改變香港，但梁凌杰之死使她遇到前所未有的思想衝擊，令她認為「如果要做暴徒，政府才肯回應民眾訴求的話，我不介意當他們口中的暴徒」。

### 親中媒體及港府
《點新聞》報導指有網上傳言聲稱梁凌杰最後接觸者為鄺俊宇，兩人對話內容涉及銀行過數問題，又稱鄺在現場致電梁教他「跳下去氣墊，讓多一點傳媒拍攝到」。鄺俊宇回應指《点新闻》「行為卑鄙、可恥、違反道德」，猶如「踩著死者屍體去作新聞」，要求立即撤回及刪除有關報道，並保留追究權利。《自由時報》在同日的報導中查證指，《點新聞》網站及專頁已無法找到該篇報導。
《人民日報》一篇來自「有理儿有面微信公号」的評論文章聲稱梁凌杰「思想激進、性格衝動」，因此被鄺俊宇看中並給了他一筆錢，「精心策劃」該場極端示威行動，鄺則以議員身分到場營救，因此當日兩人是在演出「雙簧戲」，又認為梁凌杰只是鄺俊宇的「一枚棋子」。
行政長官林鄭月娥在記者會上被問會否因梁凌杰之死而辭職下台負責時回應指，她呼籲市民「籲用和平、理性的方法去表達」，對於任何人為表達意見而傷害自己「感到非常難過」。

### 輔導機構
一些情緒輔導機構則呼籲媒體和市民不要轉發梁凌杰的遺書，避免美化自殺行為。香港撒瑪利亞防止自殺會指在金鐘的悼念集會中曾接觸逾30個個案，當中兩成多有自毀念頭，部分認為梁凌杰的死亡令他們自責自己做得不夠多，出現倖存者愧疚，一名韋姓輔導員表示「輔導多年從未見過這樣由大型社會事件引發的情況」。

## 死因研訊
2021年2月26日，死因庭對梁凌杰案作研訊前檢討。5月10日召開為期12天的死因研訊。
法官高偉雄引導陪審團時指出，陪審團應以相對可能性裁定死因，若陪審團認為梁凌杰有意圖結束生命，可裁定「自殺身亡」（suicide）；若認為他意識到下方有救生氣墊，估計自己會墮落氣墊才拒絕配合消防員救援，但最終失手墮下或者判斷錯誤而跌在行人路，可裁定「死於不幸」（misadventure）；如陪審團排除了自殺和不幸的可能性，認為有其他原因，包括體力不支或來不及抓住棚架才墮下，可裁定「死於意外」（accident）。5月25日，陪審團一置裁定他死於不幸。香港法律的「misadventure」的中文翻譯「死於不幸」並非「不幸運」，而是指死者遭遇了他人的合法行為但導致了意料之外的死亡。

## 外部連結
相關新聞報導
- YouTube上的男子太古廣場外抗議修例高處墜下不治（Now新聞，2019年6月15日） （粵語）
- YouTube上的"墜樓烈士"引港民悲憤 百萬黑潮616上街頭（年代新聞台，2019年6月16日） （繁體中文）
- YouTube上的爬上太古广场施工处挂反送中横幅 男子坠楼不治（ntv7，2019年6月16日） （简体中文）
- YouTube上的民主派立法會大會為墮樓示威者默哀（Now新聞，2019年6月18日） （粵語）
- YouTube上的市民太古廣場外拜祭梁凌杰（明報，2019年6月23日） （粵語）